# Der Wüstenkönig von Brandenburg
Der Wüstenkönig von Brandenburg ist ein deutscher Kinderfilm der DEFA von Hans Kratzert aus dem Jahr  1973.

## Handlung
In den ersten Tagen nach dem Ende des Zweiten Weltkrieges streift der elfjährige Julius, der vor den Kämpfen aus Berlin geflohen ist, durch das Land. Seine Mutter ist bei einem Bombenangriff ums Leben gekommen und sein Vater ist an der Front gefallen. In einem Waldstück findet er in der Nähe eines toten deutschen Soldaten ein Pferd, welches er mitnehmen möchte. Als der aus der Haft befreite Kommunist Kaiser auf seinem Weg nach Berlin den gleichen Wald durchstreift, versteckt sich Julius. Erst als sich Kaiser das Pferd ebenfalls mitnehmen will, gibt er sich zu erkennen und behauptet, dass es sein Pferd wäre. Als Beweis nennt er es schnell Olaf und übersah dabei, dass es sich um eine Stute handelte.
Im nächsten Ort angekommen meldet sich Kaiser bei der Roten Armee, die ihn umgehend als Zirkusdirektor einsetzt. Das ist erforderlich, da in Lindow fast zeitgleich ein Zirkus eintraf, dessen Direktor abgehauen ist. Kaiser versucht nun wieder einen Spielbetrieb aufzubauen. Das größte Problem besteht aber darin, dass der Löwe nichts zu fressen hat und der Dompteur sich weigert, mit einem hungrigen Löwen in den Käfig zu gehen. Als die Idee aufkam, den Hunger mit Hilfe des Pferdes zu stillen, flieht Julius mit Olaf. Unterwegs trifft er das Mädchen Ulrike mit ihrer Oma und hilft den beiden, mit Unterstützung Olafs, ihren Handwagen zu ziehen. Ulrike hilft ihm auch, sein Pferd wiederzubekommen, welches von einem Schieber entführt wurde, um daraus Buletten zu machen. Dieser wurde dann auch wegen verschiedener anderer Delikte verhaftet.
Plötzlich ist eine große Aufregung im Städtchen, da der Löwe durch den Unfug zweier Jungen, die das Tier ärgern wollten, ausgebrochen ist. Nun ist Julius bereit seinen Olaf zu opfern, um größeren Schaden zu vermeiden. Da aber der Löwe Pferde aus dem Zirkus kennt, lässt er Olaf in Ruhe. Die beiden werden eine gute Zirkusnummer.
Damit ist die Aufgabe von Kaiser erfüllt und er geht gemeinsam mit Julius nach Berlin.

## Produktion
Das Szenarium stammt von Dieter Schubert und Inge Wüste und für die Dramaturgie war Dieter Wolf verantwortlich.
Der Wüstenkönig von Brandenburg wurde nach der gleichnamigen literarischen Vorlage von Dieter Schubert von der Gruppe „Babelsberg“ auf ORWO-Color gedreht und erlebte am 4. August 1973 im Berliner Kino Kosmos seine Vorpremiere im Rahmen der X. Weltjugendspiele. Eine weitere Voraufführung fand am 22. September 1973 bei den Tagen des sozialistischen Films in Magdeburg statt. Die festliche Premiere fand zeitgleich mit dem Kinostart am 5. Oktober 1973 im Babylon statt. Drehorte für die Stadtszenen waren Belzig und für die Zirkusplatzszenen Werder.
Der Löwe, der aus dem Zoo Leipzig war, ist während der Dreharbeiten tatsächlich ausgebrochen, obwohl Experten die Sicherheitsmaßnahmen für ausreichend befanden. Während der Versuche ihn wieder einzufangen, wurde er erschossen.

## Kritik
Die Tageszeitung Neue Zeit befand, dass die Erwachsenen sehr primitiv dargestellt wurden und den Kindern sich die typische Nachkriegssituation mit den russischen Dialogen wohl kaum erschlossen hat. Das Bauernecho bemerkte, dass es den Schöpfern gelungen war, wichtige Details der Entwicklung in den schweren Jahren von damals begreifbar zu gestalten. Der Film verliert nie den heiter-optimistischen Grundton.